# Luka Zarandia
Luka Zarandia (gruz. ლუკა ზარანდია; ur. 17 lutego 1996 w Tbilisi)  – gruziński piłkarz, występujący na pozycji pomocnika. Dwukrotny reprezentant Gruzji.

## Kariera klubowa
Po rozpoczęciu kariery w rodzinnym klubie Lokomotiwi Tbilisi, Zarandia przeniósł się do Polski w 2017, dołączając do Arki Gdynia. W klubie zadebiutował w 4 kwietnia 2017 w meczu Pucharu Polski przeciwko Wigrom Suwałki. Swojego pierwszego gola dla Arki zdobył 2 maja 2017, w wygranym finale krajowego pucharu przeciwko Lechowi Poznań.
W lipcu 2019 Zulte Waregem ogłosiło podpisanie trzyletniego kontaktu z Zarandią.
29 marca 2022 dołączył do pierwszoligowej Korony Kielce, prowadzonej przez Leszka Ojrzyńskiego, z którym wcześniej współpracował w Arce. Pozostał w drużynie po awansie do Ekstraklasy, a następnie rozwiązał kontrakt za porozumieniem stron 2 listopada 2022, niedługo po odsunięciu Ojrzyńskiego od pełnienia obowiązków trenera.

## Kariera reprezentacyjna
16 października 2018 zadebiutował w reprezentacji Gruzji w meczu Ligi Narodów UEFA przeciwko Łotwie, w dywizji D sezonu 2018/2019.

## Sukcesy

### Arka Gdynia
- Puchar Polski: 2016/2017
- Superpuchar Polski: 2017, 2018